# Tytus Maksymilian Huber
Tytus Maksymilian Huber (Krościenko nad Dunajcem, 4 gennaio 1872 – Cracovia, 9 dicembre 1950) è stato un ingegnere polacco.
Fu un importante membro della fondazione scientifica polacca anteguerra, Kasa im. Józefa Mianowskiego. Dal 1908 fu professore al Politecnico di Leopoli. Fu poi rettore di tale università nel periodo 1922-1923. Alla fine degli anni '20, fu professore e preside presso il Politecnico di Varsavia. Dopo la Seconda guerra mondiale fu uno degli organizzatori del Politecnico di Danzica. Nel 1949 fu nominato preside alla Università di Scienze e Tecnica di Cracovia (AGH - Akademia Górniczo-Hutnicza im. Stanisława Staszica), rimanendo in servizio fino alla sua morte avvenuta l'anno successivo.
In campo scientifico, il suo nome è anche legato al Criterio di resistenza Huber-Henky-von Mises.